# Охтерлоне, Александр Романович
Александр Романович Охтерлоне (1799—1860) — генерал-майор русской императорской армии.

## Биография
Происходил из древнего шотландского рода; его дед переехал в Россию в 1794 году. Спустя пять лет, в 1799 году, у его сына Роберта Охтерлоне родился внук Александр.
В службе находился с 24 января 1820 года. Служил в Гренадёрском полку и лейб-гвардии Павловском полку.
Участвовал в подавлении польского восстания; был награждён орденом Св. Анны 3-й степени с бантом, серебряной медалью за взятие Варшавы и польским знаком отличия за военное достоинство 4-й степени (1831). С 1833 года — штабс-капитан, с 16 апреля 1841 года — полковник. В 1844 году за выслугу получил орден Св. Георгия 4-й степени, в 1846 году — орден Св. Анны 2-й степени (в 1848 году была пожалована императорская корона к ордену), в 1849 — орден Св. Владимира 3-й степени.
В 1851 году был произведён 8 апреля в генерал-майоры, а 6 декабря назначен командиром 1-й бригады 11-й пехотной дивизии. Для излечения болезни 16 февраля 1855 года был уволен в отпуск на 4 месяца; затем отпуск дважды продлевался на полгода. В 1855 году был награждён орденом Св. Станислава 1-й степени.
Умер 30 октября (11 ноября) 1860 года. Похоронен на Ваганьковском кладбище.

## Семья
Был женат на Варваре Ивановне Безобразовой, которая умерла 5 февраля 1839 года вскоре после рождения сына Михаила (1839—1840). Прежде в семье родились:
- Александр (1830—1893)
- Наталья (12.05.1831—?)
- Иван (05.09.1832—?).